# Endomitose

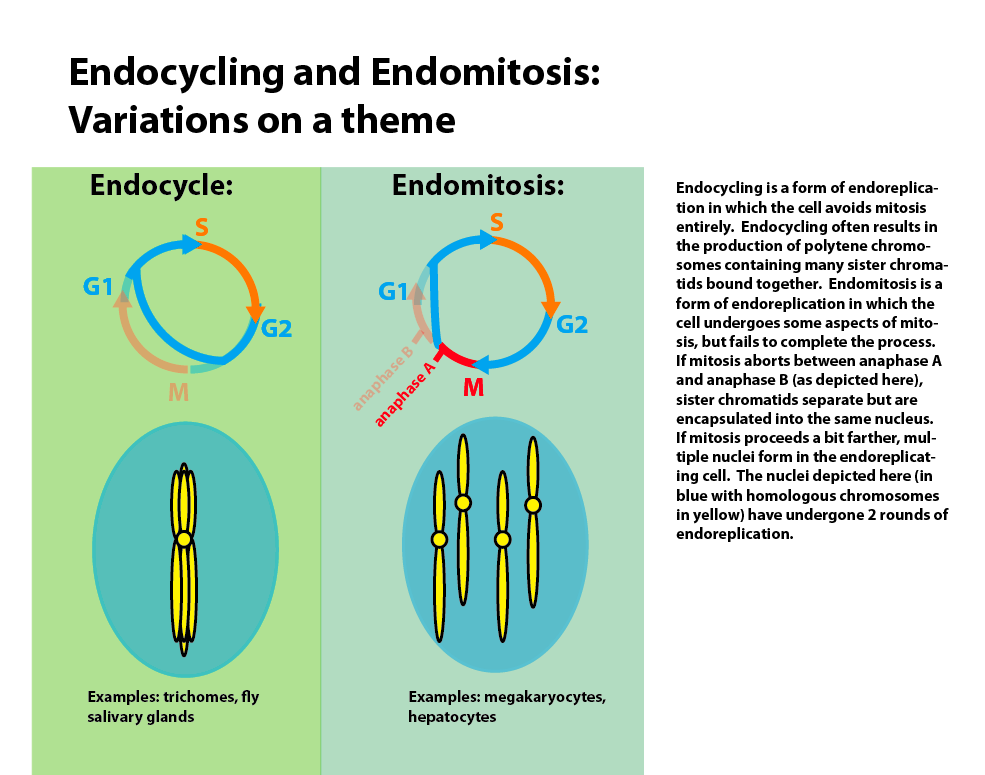
links: endoreduplicatie, rechts: endomitose

Endomitose is de vermeerdering van het aantal chromosomen zonder kerndeling, waarbij polyploïden gevormd worden. In de prometafase lost de kernmembraan niet op en wordt er geen spoelfiguur gevormd, waardoor de dochterchromosomen niet uit elkaar gaan. In tegenstelling tot de vergelijkbare endoreduplicatie vindt bij de endomitose in de aparte fasen van de mitose condensatie en decondensatie van de chromosomen wel plaats.
In vergelijking met endoreduplicatie komt endomitose zelden voor. De endomitose werd voor het eerst in 1939 beschreven bij de schaatsenrijder. Bij de mens komt endomitose voor in trofoblastcellen, zijnde de buitenste cellaag van een blastocyste, en in kankercellen.

## Endomitose bij schimmels
Bij vele schimmels vindt kerndeling zonder oplossing van de kernmembraan ook plaats. Er worden echter ten slotte geen polyploïden gevormd, omdat na de mitose weer twee haploïde kernen gevormd worden.